# Charles Féry
Charles Féry (Parigi, 1865 – Parigi, 23 febbraio 1935) è stato un fisico francese.
Ideatore di vari strumenti e apparecchiature scientifiche, tra i quali il pirometro di Féry (1898) e la pila zinco-aria (1914).

## Biografia
Charles Féry si iscrisse alla École supérieure de physique et de chimie industrielles de la ville de Paris (oggi nota come ESPCI ParisTech) nel 1882, e si laureò in ingegneria nel 1885. Fu professore di ottica in questa stessa scuola dal 1902 al 1926.
Si specializzò nella progettazione di strumenti di misura. Lo spettrografo di Féry fu commercializzato dalla ditta Beaudouin per più di 50 anni. Fu anche l'inventore di un attinometro per la misura delle radiazioni solari, di un rifrattometro utilizzato per determinare la composizione di soluzioni, di un pirometro per determinare temperature elevate ancora usato in siderurgia (pirometro di Féry, 1898), di una bomba calorimetrica termoelettrica a lettura diretta, di uno standard luminoso a combustione di acetilene e della pila zinco-aria (1914).
Ideò anche un orologio elettrico a pendolo a magneti permanenti che fu costruito in migliaia di esemplari. Questo orologio regolatore trasmetteva il segnale ad altri orologi riceventi, posti nelle stazioni e negli uffici amministrativi.
Allo scoppio della prima guerra mondiale Féry tenne un corso di telegrafia senza fili e telegrafia militare agli studenti della sua scuola. Contribuì allo sviluppo di apparecchiature di telemetria utilizzati per la contraerea e i bombardamenti.

## Galleria d'immagini

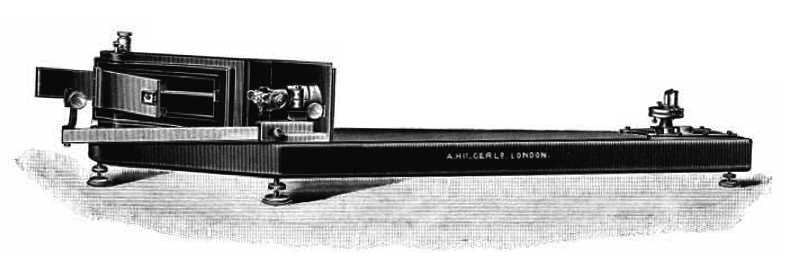
Spettrografo di Féry
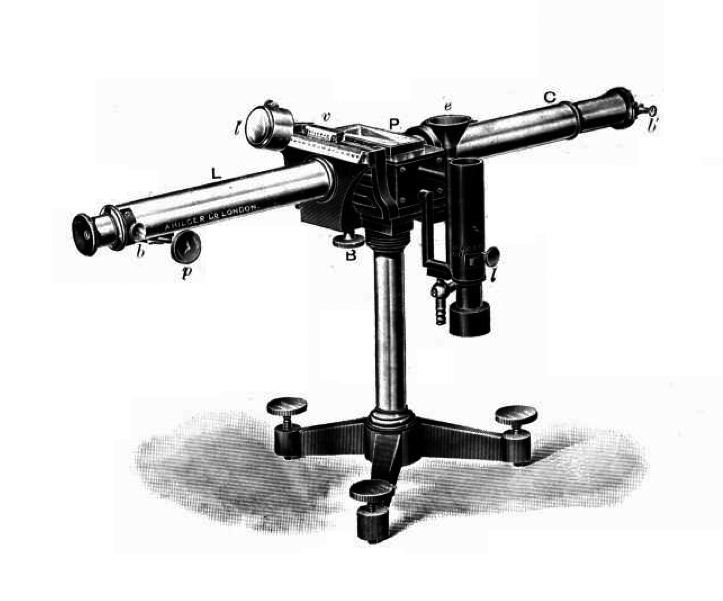
Rifrattometro di Féry
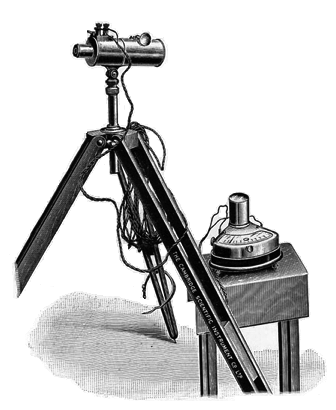
Pirometro di Féry